# Kyōiku kanji
Kyōiku kanji (教育漢字?  literalmente "kanjis de educación"), también conocidos como gakunenbetsu kanji haitōhyō (学年別漢字配当表?  literalmente "lista de kanjis por año escolar") es una lista de 1026 kanjis y sus respectivas lecturas que indica los caracteres y lecturas requeridos en la enseñanza de cada año académico en las escuelas primarias japonesas. Esta lista es definida por el MEXT, y fue creada en el 1946 con el fin de unificar la educación de la lengua japonesa en todas las escuelas del país. Aunque esta lista esté diseñada para los escolares japoneses, también puede ser usada por estudiantes no nativos del idioma.[cita requerida]
Kyōiku kanji es un subconjunto de jōyō kanji.

## Versiones de la lista de kyōiku kanji

Una lista de jōyō kanji, con los kyōiku kanji en rojo, de acuerdo al sistema de ordenación de kanjis Halpern's KLD.

- 1946 creada con 881 caracteres.
- 1977 expandida a 996 caracteres.
- 1982 expandida a 1,006 caracteres.
- 2020 expandida a 1,026 caracteres.[2]

## Lista ordenada por niveles
Existen lecturas especiales además de las listadas que no corresponden a las lecturas on ni a las kun. Estas aparecen solo bajo ciertas condiciones y combinaciones de kanji.

### Primer grado (80 kanjis)
| Kanji | Significado      | Lectura on   | Lectura kun                                                                         |
| ----- | ---------------- | ------------ | ----------------------------------------------------------------------------------- |
| 一    | uno              | イチ, イツ   | ひと.つ                                                                             |
| 二    | dos              | 二, ジ       | ふた.つ                                                                             |
| 三    | tres             | サン         | み, み.つ, みっ.つ                                                                  |
| 四    | cuatro           | シ           | よ, よ.つ, よっ.つ, よん                                                            |
| 五    | cinco            | ゴ           | いつ, いつ.つ                                                                       |
| 六    | seis             | ロク         | む, む.つ, むっ.つ, むい                                                            |
| 七    | siete            | シチ         | なな, なな.つ, なの                                                                 |
| 八    | ocho             | ハチ         | や, や.つ, やっ.つ, よう                                                            |
| 九    | nueve            | ク, キュウ   | ここの.つ                                                                           |
| 十    | diez             | ジュウ       | とお                                                                                |
| 百    | cien             | ヒャク       | もも                                                                                |
| 千    | mil              | セン         | ち                                                                                  |
| 上    | arriba           | ジョウ       | うえ, うわ-, かみ, あ.げる, あ.がる, あ.がり, のぼ.る, のぼ.せる, のぼ.す, たてまつ |
| 下    | abajo            | カ, ゲ       | した, しも, もと, さ.げる, さ.がる, くだ.る, くだ.す, くだ.さる, お.ろす, お.りる   |
| 左    | izquierda        | サ           | ひだり                                                                              |
| 右    | derecha          | ウ, ユウ     | みぎ                                                                                |
| 中    | dentro, en medio | チュウ       | なか, うち, あた.る                                                                 |
| 大    | grande           | ダイ, タイ   | おお.きい                                                                           |
| 小    | pequeño          | ショウ       | ちい.さい                                                                           |
| 月    | mes, luna        | ガツ, ゲツ   | つき                                                                                |
| 日    | día, sol         | ニチ, ジツ   | ひ, -び, .か                                                                        |
| 年    | año              | ネン         | とし                                                                                |
| 早    | temprano         | ソウ, サッ   | はや.い                                                                             |
| 木    | árbol            | モク, ボク   | き                                                                                  |
| 林    | arboleda         | リン         | はやし                                                                              |
| 山    | montaña          | サン         | やま                                                                                |
| 川    | río              | セン         | かわ                                                                                |
| 土    | tierra           | ド           | つち                                                                                |
| 空    | cielo            | クウ         | そら, あ.く, あ.き, あ.ける, から, す.く, す.かす, むな.しい                        |
| 田    | campo de arroz   | デン         | た                                                                                  |
| 天    | paraíso          | テン         | あま                                                                                |
| 生    | vida             | セイ, ショウ | い.きる, う.む, なま                                                                |
| 花    | flor             | カ           | はな                                                                                |
| 草    | hierba           | ソウ         | くさ                                                                                |
| 虫    | insecto          | チュウ       | むし                                                                                |
| 犬    | perro            | ケン         | いぬ                                                                                |
| 人    | persona          | ジン, ニン   | ひと                                                                                |
| 名    | nombre           | メイ, ミョウ | な                                                                                  |
| 女    | mujer            | ジョ, ニョ   | おんな                                                                              |
| 男    | hombre           | ダン, ナン   | おとこ                                                                              |
| 子    | niño             | シ, ㇲ       | こ                                                                                  |
| 目    | ojo              | モク         | め                                                                                  |
| 耳    | oreja            | ジ, 二       | みみ                                                                                |
| 口    | boca             | コウ         | くち                                                                                |
| 手    | mano             | シュ         | て                                                                                  |
| 足    | pierna           | ソク         | あし                                                                                |
| 見    | ver              | ケン         | み.る                                                                               |
| 音    | sonido           | オン         | ね, おと                                                                            |
| 力    | fuerza           | リキ, リョク | ちから                                                                              |
| 気    | espíritu         | キ, ケ       |                                                                                     |
| 円    | círculo, yen     | エン         | まる                                                                                |
| 入    | entrar           | ニュウ       | はい.る, い.る                                                                      |
| 出    | salir            | シュツ       | で.る, -で, だ.す, .だ.す, い.でる, い.だす                                         |
| 立    | levantarse       | リツ         | た, つ                                                                              |
| 休    | descansar        | キュウ       | やす.む                                                                             |
| 先    | anterior         | セン         | さき, ま.ず                                                                         |
| 夕    | tarde            | セキ         | ゆう                                                                                |
| 本    | libro            | ホン         | もと                                                                                |
| 文    | escritura        | ブン, モン   | ふみ, あや                                                                          |
| 字    | carácter         | ジ           | あざ, あざな, .な                                                                   |
| 学    | estudio          | ガク         | まな.ぶ                                                                             |
| 校    | escuela          | コウ         |                                                                                     |
| 村    | pueblo           | ソン         | むら                                                                                |
| 町    | ciudad           | チョウ       | まち                                                                                |
| 森    | bosque           | シン         | もり                                                                                |
| 正    | correcto         | セイ         | ただ.しい                                                                           |
| 水    | agua             | スイ         | みず                                                                                |
| 火    | fuego            | カ           | ひ                                                                                  |
| 玉    | bola, joya       | ギョク       | たま                                                                                |
| 王    | rey              | オウ         |                                                                                     |
| 石    | piedra           | セキ         | いし                                                                                |
| 竹    | bambú            | チク         | タケ                                                                                |
| 糸    | hilo             | シ           | いと                                                                                |
| 貝    | concha           | バイ         | かい                                                                                |
| 車    | coche            | シャ         | くるま                                                                              |
| 金    | oro              | キン         | かね                                                                                |
| 雨    | lluvia           | ウ           | あめ                                                                                |
| 赤    | rojo             | セキ         | あか                                                                                |
| 青    | azul             | セイ         | あお                                                                                |
| 白    | blanco           | ハク, ビャク | しろ, しら-, しろ.い                                                                |

### Segundo grado (160 kanjis)
| Kanji | Significado                     | Lectura on   | Lectura kun                                                     |
| ----- | ------------------------------- | ------------ | --------------------------------------------------------------- |
| 数    | números                         | スウ         | かず, かぞ.える, しばしば, せ.める, わずらわ.しい               |
| 多    | mucho                           | タ           | おお.い, まさ.に, まさ.る                                       |
| 少    | un poco                         | ショウ       | すく.ない, すこ.し                                              |
| 万    | diez mil                        | マン         | よろず                                                          |
| 半    | mitad, y media                  | ハン         | なか.ば                                                         |
| 形    | forma                           | ケイ, ギョウ | かたち                                                          |
| 太    | gordo                           | タ           | ふと.い, ふと.る                                                |
| 細    | delgado                         | サイ         | ほそ.い, ほそ.る, こま.か, こま.かい                            |
| 広    | ancho                           | コウ         | ひろ.い, ひろ.まる, ひろ.める, ひろ.がる, ひろ.げる             |
| 長    | largo                           | チョウ       | なが.い, おさ                                                   |
| 点    | puntos                          | テン         | ぼち                                                            |
| 丸    | círculo, redondo                | ガン         | まる                                                            |
| 交    | mezcla                          | コウ         | まじ.わる, まじ.える, ま.じる, ま.ざる, ま.ぜる, か.う, か.わす |
| 光    | brillo                          | コウ         | ひか.る, ひかり                                                 |
| 角    | esquina                         | カク         | かど, つの                                                      |
| 計    | medida                          | ケイ         | はか.る                                                         |
| 直    | de inmediato, recto, correcto   | チョク, ジキ | ただ.ちに, なお.す                                              |
| 線    | línea, cable                    | セン         |                                                                 |
| 矢    | flecha                          | シ           | や                                                              |
| 弱    | débil                           | ジャク       | よわ.い, よわ.る, よわ.まる, よわ.める                          |
| 強    | fuerte                          | キョウ       | つよ.い, つよ.まる, つよ.める, し.いる, こわ.い                 |
| 高    | alto                            | コウ         | たか.い, たか, .だか, たか.まる, たか.める                      |
| 同    | igual                           | ドウ         | おな, じ                                                        |
| 親    | padres                          | シン         | おや, した.しい, した.しむ                                      |
| 母    | madre                           | ボ           | はは, も                                                        |
| 父    | padre                           | フ           | ちち                                                            |
| 姉    | hermana mayor                   | シ           | あね, はは                                                      |
| 兄    | hermano mayor                   | ケイ, キョウ | あに                                                            |
| 弟    | hermano menor                   | テイ, ダイ   | おとうと                                                        |
| 妹    | hermana menor                   | マイ         | いもうと                                                        |
| 自    | uno mismo                       | じ, し       | みずか.ら                                                       |
| 友    | amigo                           | ユウ         | とも                                                            |
| 体    | cuerpo                          | タイ         | からだ                                                          |
| 毛    | pelaje, vello                   | mō           | け                                                              |
| 頭    | cabeza                          | tō           | あたま                                                          |
| 顔    | cara                            | gan          | かお                                                            |
| 首    | cuello                          | シュ         | くび                                                            |
| 心    | corazón                         | シン         | こころ                                                          |
| 時    | tiempo                          | ジ           | とき                                                            |
| 曜    | día de la semana                | よう         |                                                                 |
| 朝    | mañana                          | chō          | あさ                                                            |
| 昼    | tarde                           | チュウ       | ひる                                                            |
| 夜    | noche                           | ヤ           | よる                                                            |
| 分    | minuto, entender                | フン, ブン   | わ.かる                                                         |
| 週    | semana                          | しゅう       |                                                                 |
| 春    | primavera                       | シュン       | はる                                                            |
| 夏    | verano                          | カ           | なつ                                                            |
| 秋    | otoño                           | シュウ       | あき                                                            |
| 冬    | invierno                        | tō           | ふゆ                                                            |
| 今    | ahora                           | コン         | いま                                                            |
| 新    | nuevo                           | シン         | あたら.しい                                                     |
| 古    | viejo                           | コ           | ふる.い                                                         |
| 間    | intervalo de tiempo, espacio    | カン, ケン   | ま, あいだ                                                      |
| 方    | persona, manera                 | hō           | かた                                                            |
| 北    | norte                           | ホク         | きた                                                            |
| 南    | sur                             | ナン         | みなみ                                                          |
| 東    | este                            | tō           | ひがし, あずま                                                  |
| 西    | oeste                           | sei, sai     | にし                                                            |
| 遠    | lejos                           | エン         | tō.i                                                            |
| 近    | cerca                           | キン         | ちか.い                                                         |
| 前    | antes, delante de               | ゼン         | まえ                                                            |
| 後    | detrás, después de              | ゴ, コウ     | のち, うし.ろ, あと                                             |
| 内    | dentro                          | ナイ         | うち                                                            |
| 外    | fuera                           | ガイ, ゲ     | そと, ほか , はず.す                                            |
| 場    | lugar                           | jō           | ば                                                              |
| 地    | tierra                          | chi, ji      |                                                                 |
| 国    | país                            | コク         | くに                                                            |
| 園    | parque, jardín                  | エン         | その                                                            |
| 谷    | valle                           | コク         | たに                                                            |
| 野    | llanura                         | ヤ           | ノ                                                              |
| 原    | prado                           | ゲン         | はら                                                            |
| 里    | aldea, pueblo                   | リ           | さと                                                            |
| 市    | ciudad                          | シ           | いち                                                            |
| 京    | capital                         | kyō, kei     |                                                                 |
| 風    | viento                          | fū           | かぜ                                                            |
| 雪    | nieve                           | セツ         | ゆき                                                            |
| 雲    | nube                            | ウン         | くも                                                            |
| 池    | lago                            | chi          | ike                                                             |
| 海    | mar                             | kai          | umi                                                             |
| 岩    | roca                            | gan          | iwa                                                             |
| 星    | estrella                        | sei          | hoshi                                                           |
| 室    | habitación                      | shitsu       | muro                                                            |
| 戸    | puerta                          | ko           | to, be                                                          |
| 家    | casa                            | ka, ke       | ie                                                              |
| 寺    | templo budista                  | ji           | tera                                                            |
| 通    | atravesar                       | tsū          | tō.ru                                                           |
| 門    | puertas                         | mon          | kado                                                            |
| 道    | camino                          | dō           | michi                                                           |
| 話    | hablar                          | wa           | hanashi                                                         |
| 言    | decir                           | gen, gon     | i.u, koto                                                       |
| 答    | responder                       | tō           | kota.eru                                                        |
| 声    | voz                             | sei          | koe                                                             |
| 聞    | escuchar                        | bun, mon     | ki.ku                                                           |
| 語    | idioma                          | go           | kata.ru                                                         |
| 読    | leer                            | doku         | yo.mu                                                           |
| 書    | escribir                        | sho          | ka.ku                                                           |
| 記    | anotar                          | ki           | shiru.su                                                        |
| 紙    | papel                           | shi          | kami                                                            |
| 画    | dibujo                          | ga, kaku     |                                                                 |
| 絵    | cuadro, pintura                 | kai          | e                                                               |
| 図    | dibujo, planear, diseñar        | zu           | haka.ru                                                         |
| 工    | construcción                    | kō, ku       |                                                                 |
| 教    | enseñar, ser enseñado           | kyō          | oshi.eru                                                        |
| 晴    | despejarse (tiempo atmosférico) | sei          | hare                                                            |
| 思    | pensar                          | shi          | omo.u                                                           |
| 考    | pensar, considerar              | kō           | kanga.eru                                                       |
| 知    | saber                           | chi          | shi.ru                                                          |
| 才    | talento, habilidad              | sai, zai     | wazukani, zae                                                   |
| 理    | lógica, razón                   | ri           | kotowari                                                        |
| 算    | cálculo                         | san          |                                                                 |
| 作    | hacer, construir                | saku         | tsuku.ru                                                        |
| 元    | origen, comienzo                | gen, gan     | moto                                                            |
| 食    | comer                           | shoku        | ta.beru, ku.u                                                   |
| 肉    | carne                           | niku         |                                                                 |
| 馬    | caballo                         | ba           | uma, ma                                                         |
| 牛    | vaca                            | gyū          | ushi                                                            |
| 魚    | pez                             | gyo          | uo, sakana                                                      |
| 鳥    | pájaro                          | chō          | tori                                                            |
| 羽    | plumas                          | u            | ha, hane                                                        |
| 鳴    | emitir sonido (animal)          | mei          | na.ku                                                           |
| 麦    | cebada, trigo                   | baku         | mugi                                                            |
| 米    | arroz                           | bei, mai     | kome                                                            |
| 茶    | té                              | cha, sa      |                                                                 |
| 色    | color                           | shoku        | iro                                                             |
| 黄    | amarillo                        | ō            | ki                                                              |
| 黒    | negro                           | koku         | kuro                                                            |
| 来    | venir                           | rai          | ku.ru                                                           |
| 行    | ir                              | kō, gyō      | i.ku, yu.ku, okonau                                             |
| 帰    | volver                          | ki           | kae.ru                                                          |
| 歩    | andar                           | ho           | aru.ku, ayu.mu                                                  |
| 走    | correr                          | sō           | hashi.ru                                                        |
| 止    | parar                           | shi          | to.maru                                                         |
| 活    | vida, energía                   | katsu        | i.kiru                                                          |
| 店    | tienda                          | ten          | mise                                                            |
| 買    | comprar                         | bai          | ka.u                                                            |
| 売    | vender                          | bai          | u.ru                                                            |
| 午    | mediodía                        | go           | uma                                                             |
| 汽    | vapor                           | ki           |                                                                 |
| 弓    | arco                            | kyū          | yumi                                                            |
| 回    | -n.º de veces, girar            | kai          |                                                                 |
| 会    | reunirse                        | kai, e       | a.u                                                             |
| 組    | grupo, equipo                   | so           | kumi                                                            |
| 船    | barco                           | sen          | fune                                                            |
| 明    | luz, claro                      | mei          | aka.rui                                                         |
| 社    | compañía                        | sha          | yashiro                                                         |
| 切    | cortar                          | setsu        | ki.ru                                                           |
| 電    | electricidad                    | den          |                                                                 |
| 毎    | cada                            | mai          |                                                                 |
| 合    | ser correcto                    | gō           | a.u                                                             |
| 当    | acertar                         | tō           | a.taru                                                          |
| 台    | estante                         | dai, tai     |                                                                 |
| 楽    | diversión                       | raku         | tano.shii                                                       |
| 公    | público                         | kou          | ōyake                                                           |
| 引    | tirar                           | in           | hi.ku                                                           |
| 科    | departamento                    | カ           |                                                                 |
| 歌    | canción                         | カ           | うた                                                            |
| 刀    | espada                          | トウ         | かたな                                                          |
| 番    | turno, orden                    | バン         |                                                                 |
| 用    | usar                            | ヨウ         | mochi.iru                                                       |
| 何    | ¿qué?                           | カ           | nani, nan                                                       |

### Tercer grado (200 kanjis)
| Kanji | Significado               | Lectura on   | Lectura kun        |
| ----- | ------------------------- | ------------ | ------------------ |
| 丁    | barrio, distrito          | chō          |                    |
| 世    | mundo                     | sei, se      | yo                 |
| 両    | ambos                     | ryō          |                    |
| 主    | dueño, señor              | shu          | nushi, omo         |
| 乗    | montar, subir en vehículo | jō           | no.ru              |
| 予    | previo                    | yo           | あらかじ.め        |
| 事    | cosa, hecho               | ji           | koto               |
| 仕    | servir, asistir           | shi          | tsuka.eru          |
| 他    | otro                      | ta           | hoka               |
| 代    | sustituir                 | dai, tai     | ka.waru, yo        |
| 住    | vivir                     | jū           | su.mu              |
| 使    | usar                      | shi          | tsuka.u            |
| 係    | deber, concernir          | kei          | kakari, kaka.ru    |
| 倍    | doble, veces              | bai          |                    |
| 全    | todo, entero              | zen          | matta.ku           |
| 具    | herramienta               | gu           |                    |
| 写    | copiar                    | sha          | utsu.su            |
| 列    | fila, línea               | retsu        |                    |
| 助    | ayudar, salvar            | jo           | tasu.keru          |
| 勉    | esforzarse                | ben          | tsuto.meru         |
| 動    | moverse                   | dō           | ugo.ku             |
| 勝    | ganar                     | shō          | ka.tsu             |
| 化    | cambiar, transformarse    | ka           | ba.keru            |
| 区    | barrio                    | ku           |                    |
| 医    | doctor, médico            | i            |                    |
| 去    | dejar, abandonar          | kyo, ko      | sa.ru              |
| 反    | anti-                     | han          | so.ru              |
| 取    | tomar, coger              | shu          | to.ru              |
| 受    | recibir                   | ju           | u.keru             |
| 号    | número                    | gō           |                    |
| 向    | oponerse                  | kō           | mu.kau             |
| 君    | tú                        | kun          | kimi               |
| 味    | sabor                     | mi           | aji, aji.wau       |
| 命    | vida                      | mei          | inochi             |
| 和    | paz, calma                | wa           |                    |
| 品    | artículo                  | hin          | shina              |
| 員    | empleado                  | in           |                    |
| 商    | vender, negociar          | shō          |                    |
| 問    | pregunta                  | mon          | to.u, ton          |
| 坂    | cuesta                    |              | saka               |
| 央    | centro, en medio          | ō            |                    |
| 始    | comenzar                  | shi          | haji.meru          |
| 委    | confiar                   | i            | yuda.neru          |
| 守    | guardar, proteger         | shu          | mamo.ru            |
| 安    | barato                    | an           | yasu.i             |
| 定    | decidir                   | tei, jō      | sada.meru          |
| 実    | fruta, contenido          | jitsu        | mi, mino.ru        |
| 客    | visitante                 | kyaku        |                    |
| 宮    | príncipe, palacio         | kyū          | miya               |
| 宿    | posada, alojar            | shuku        | yado, yado.ru      |
| 寒    | frío                      | kan          | samu.i             |
| 対    | opuesto                   | tai          |                    |
| 局    | oficina                   | kyoku        |                    |
| 屋    | casa, tienda              | oku          | ya                 |
| 岸    | playa, costa              | gan          | kishi              |
| 島    | isla                      | tō           | shima              |
| 州    | estado, provincia         | shū          |                    |
| 帳    | registro                  | chō          |                    |
| 平    | llano, liso               | hei, byō     | tai.ra, hira       |
| 幸    | felicidad                 | kō           | saiwa.i, shiawa.se |
| 度    | veces, grados             | do           |                    |
| 庫    | almacén                   | ko           |                    |
| 庭    | jardín                    | tei          | niwa               |
| 式    | método, sistema           | shiki        |                    |
| 役    | oficio                    | yaku         |                    |
| 待    | esperar                   | tai          | ma.tsu             |
| 急    | apresurarse               | kyū          | iso.gu             |
| 息    | respiración               | soku         | iki                |
| 悪    | malo                      | aku          | waru.i             |
| 悲    | tristeza                  | hi           | kana.shii          |
| 想    | pensamiento               | sō           | omo.i              |
| 意    | idea                      | i            |                    |
| 感    | sentimiento               | kan          |                    |
| 所    | lugar                     | sho          | tokoro             |
| 打    | golpear                   | da           | u.tsu              |
| 投    | lanzar, arrojar           | tō           | na.geru            |
| 拾    | recoger                   |              | hiro.u             |
| 持    | sostener                  | ji           | mo.tsu             |
| 指    | dedo                      | shi          | yubi, sa.su        |
| 放    | liberar                   | hō           | hana.su            |
| 整    | poner en orden            | sei          | totono.eru         |
| 旅    | viaje                     | ryo          | tabi               |
| 族    | tribu, familia            | zoku         |                    |
| 昔    | tiempo pasado             |              | mukashi            |
| 昭    | luminoso                  | shō          |                    |
| 暑    | caliente                  | sho          | atsu.i             |
| 暗    | oscuro                    | an           | kura.i             |
| 曲    | torcer, girar             | kyoku        | ma.garu            |
| 有    | tener, ser                | yū           | a.ru               |
| 服    | ropa                      | fuku         |                    |
| 期    | periodo de tiempo         | ki           |                    |
| 板    | tablero                   | han, ban     | ita                |
| 柱    | pilar                     | chū          | hashira            |
| 根    | raíz                      | kon          | ne                 |
| 植    | plantar                   | shoku        | u.eru              |
| 業    | negocio, industria        | gyō          |                    |
| 様    | señor                     | yō           | sama               |
| 横    | lado                      | ō            | yoko               |
| 橋    | puente                    | kyō          | hashi              |
| 次    | siguiente                 | ji           | tsugi, tsu.gu      |
| 歯    | dientes                   | shi          | ha                 |
| 死    | muerte                    | shi          | shi.nu             |
| 氷    | hielo                     | hyō          | kōri               |
| 決    | decidir                   | ketsu        | ki.meru            |
| 油    | aceite                    | yu           | abura              |
| 波    | ola                       | ha           | nami               |
| 注    | verter                    | chū          | soso.gu            |
| 泳    | nadar                     | ei           | oyo.gu             |
| 洋    | océano, occidental        | yō           |                    |
| 流    | corriente                 | ryū          | naga.reru          |
| 消    | borrar, eliminar          | shō          | ki.eru, ke.su      |
| 深    | hondo                     | shin         | fuka.i             |
| 温    | templado                  | on           | atata.kai          |
| 港    | puerto                    | kō           | minato             |
| 湖    | lago                      | ko           | mizūmi             |
| 湯    | agua caliente             | tō           | yu                 |
| 漢    | china                     | kan          |                    |
| 炭    | carbón                    | tan          | sumi               |
| 物    | cosa                      | butsu, motsu | mono               |
| 球    | pelota, bola              | kyū          | tama               |
| 由    | razón                     | yū, yu       | yoshi              |
| 申    | decir                     |              | mō.su              |
| 界    | mundo                     | kai          |                    |
| 畑    | campo                     |              | hata, hatake       |
| 病    | enfermeda                 | byō          | yamai              |
| 発    | abrir, exponer            | hatsu        |                    |
| 登    | escalar                   | tō, to       | nobo.ru            |
| 皮    | piel                      | hi           | kawa               |
| 皿    | plato                     |              | sara               |
| 相    | conjuntamente             | sō           | ai                 |
| 県    | prefectura                | ken          |                    |
| 真    | puro                      | shin         | ma                 |
| 着    | vestir, llegar            | chaku        | ki.ru, tsu.ku      |
| 短    | corto                     | tan          | mijika.i           |
| 研    | pulir, afilar             | ken          | to.gu              |
| 礼    | saludo                    | rei          |                    |
| 神    | dios                      | shin, jin    | kami               |
| 祭    | festival                  | sai          | matsu.ri           |
| 福    | fortuna                   | fuku         |                    |
| 秒    | segundo (ud. de tiempo)   | byō          |                    |
| 究    | profundizar               | kyū          |                    |
| 章    | capítulo                  | shō          |                    |
| 童    | niño                      | dō           |                    |
| 笛    | flauta                    | teki         | fue                |
| 第    | prefijo ordinal           | dai          |                    |
| 筆    | pincel de escritura       | hitsu        | fude               |
| 等    | clase                     | tō           | hito.shii          |
| 箱    | caja                      |              | hako               |
| 級    | nivel                     | kyū          |                    |
| 終    | terminar, fin             | shū          | o.waru             |
| 緑    | verde                     | ryoku        | midori             |
| 練    | ejercitar                 | ren          | ne.ru              |
| 羊    | oveja                     | yō           | hitsuji            |
| 美    | belleza                   | bi           | utsuku.shii        |
| 習    | aprender, estudiar        | shū          | nara.u             |
| 者    | persona                   | sha          | mono               |
| 育    | criar, educar             | iku          | soda.tsu           |
| 苦    | doloroso, sufrimiento     | ku           | kuru.shii, niga.i  |
| 荷    | carga, equipaje           | ka           | ni                 |
| 落    | caer                      | raku         | o.chiru            |
| 葉    | hoja                      | yō           | ha                 |
| 薬    | medicina                  | yaku         | kusuri             |
| 血    | sangre                    | ketsu        | chi                |
| 表    | superficie                | hyō          | omote, arawa.su    |
| 詩    | poema                     | shi          |                    |
| 調    | investigar                | chō          | shira.beru         |
| 談    | discutir                  | dan          |                    |
| 豆    | legumbres, habichuelas    | tō, zu       | mame               |
| 負    | perder                    | fu           | ma.keru, o.u       |
| 起    | levantarse, despertarse   | ki           | o.kiru             |
| 路    | camino                    | ro           | ji                 |
| 身    | cuerpo                    | shin         | mi                 |
| 転    | rodar                     | ten          | koro.bu            |
| 軽    | ligero                    | kei          | karu.i             |
| 農    | agricultura               | nō           |                    |
| 返    | devolver                  | hen          | kae.su             |
| 追    | expulsar                  | tsui         | o.u                |
| 送    | regalar, enviar           | sō           | oku.ru             |
| 速    | rápido                    | soku         | haya.i             |
| 進    | avanzar                   | shin         | susu.mu            |
| 遊    | jugar                     | yū           | aso.bu             |
| 運    | transportar               | un           | hako.bu            |
| 部    | sección                   | bu           |                    |
| 都    | capital                   | to, tsu      | miyako             |
| 配    | distribuir                | hai          | kuba.ru            |
| 酒    | vino de arroz, sake       | shu          | sake, saka         |
| 重    | pesado                    | jū, chō      | omo.i, kasa.neru   |
| 鉄    | hierro                    | tetsu        |                    |
| 銀    | plata                     | gin          |                    |
| 開    | abrir                     | kai          | hira.ku, a.ku      |
| 院    | institución               | in           |                    |
| 陽    | positivo                  | yō           |                    |
| 階    | planta                    | kai          |                    |
| 集    | coleccionar               | shū          | atsu.maru          |
| 面    | cara                      | men          | omo.te, tsura      |
| 題    | tema                      | dai          |                    |
| 飲    | bebida                    | in           | no.mu              |
| 館    | edificio                  | kan          |                    |
| 駅    | estación de tren          | eki          |                    |
| 鼻    | nariz                     | bi           | hana               |

### Cuarto grado (200 kanjis)
| Kanji | Significado                     | Lectura on | Lectura kun                |
| ----- | ------------------------------- | ---------- | -------------------------- |
| 不    | prefijo negativo: in-, des-     | fu, bu     |                            |
| 争    | pelear                          | sō         | araso.u                    |
| 付    | pegar, adjuntar                 | fu         | tsu.ku                     |
| 令    | órdenes                         | rei        |                            |
| 以    | además de, más que              | i          |                            |
| 仲    | mediación                       | chū        | naka                       |
| 伝    | transmitir                      | den        | tsuta.eru                  |
| 位    | posición, aproximadamente       | i          | kurai                      |
| 低    | bajo                            | tei        | hiku.i                     |
| 例    | ejemplo                         | rei        | tato.eru                   |
| 便    | conveniencia                    | ben, bin   | tayo.ri                    |
| 信    | confiar                         | shin       |                            |
| 倉    | almacén                         | sō         | kura                       |
| 候    | clima                           | kō         |                            |
| 借    | pedir prestado, alquilar        | shaku      | ka.riru                    |
| 停    | parada, interrupción            | tei        |                            |
| 健    | salud, saludable                | ken        |                            |
| 側    | lado                            | soku       | kawa                       |
| 働    | trabajar                        | dō         | hatara.ku                  |
| 億    | cien millones                   | oku        |                            |
| 兆    | presagio, billón                | chō        | kiza.shi                   |
| 児    | recién nacido                   | ji, ni     |                            |
| 共    | ambos, juntos                   | kyō        | tomo                       |
| 兵    | soldado                         | hei, hyō   | tsuwamono                  |
| 典    | escrito, código                 | ten        |                            |
| 冷    | frío(objeto)                    | rei        | tsume.tai, hi.eru, sa.meru |
| 初    | comienzo                        | sho        | hatsu, haji.me             |
| 別    | separar                         | betsu      | waka.reru                  |
| 利    | ser efectivo                    | ri         |                            |
| 刷    | impreso                         | satsu      | su.ru                      |
| 副    | vice-, duplicado                | fuku       |                            |
| 功    | logro, mérito                   | kō         |                            |
| 加    | añadir, sumar                   | ka         | kuwa.eru                   |
| 努    | esfuerzo                        | do         | tsuto.meru                 |
| 労    | trabajo duro                    | rō         | negira.u                   |
| 勇    | estar en buen estado            | yū         | isa.mu                     |
| 包    | envolver, empaquetar            | hō         | tsutsu.mu                  |
| 卒    | graduación                      | sotsu      |                            |
| 協    | colaboración                    | kyō        |                            |
| 単    | sencillo                        | tan        |                            |
| 博    | amplio, abundante               | haku       |                            |
| 印    | marca, signo                    | in         | shirushi                   |
| 参    | asistir, ir [hum]               | san        | mai.ru                     |
| 史    | historia                        | shi        |                            |
| 司    | dirigir, gobernar               | shi        |                            |
| 各    | cada uno                        | kaku       | ono.ono                    |
| 告    | informar, revelar               | koku       | tsu.geru                   |
| 周    | circunferencia                  | shū        | mawa.ri                    |
| 唱    | recitar                         | shō        | tona.eru                   |
| 喜    | divertirse                      | ki         | yoroko.bu                  |
| 器    | vasija, envase                  | ki         | utsuwa                     |
| 囲    | rodear                          | i          | kako.u                     |
| 固    | endurecer, fijar                | ko         | kata.maru                  |
| 型    | modelo, patrón                  | kei        | kata                       |
| 堂    | salón                           | dō         |                            |
| 塩    | sal                             | en         | shio                       |
| 士    | samurái                         | shi        |                            |
| 変    | cambiar, alterar                | hen        | ka.waru                    |
| 夫    | esposo                          | fu fuu bu  | otto                       |
| 失    | perder                          | shitsu     | ushina.u                   |
| 好    | gustar, preferir                | kō         | su.ku, kono.mu             |
| 季    | estación del año                | ki         |                            |
| 孫    | nieto                           | son        | mago                       |
| 完    | perfección, final               | kan        |                            |
| 官    | gobierno gubernamental          | kan        |                            |
| 害    | desastre, obstáculo             | gai        |                            |
| 察    | adivinar                        | satsu      |                            |
| 巣    | nido                            | sō         | su                         |
| 差    | diferencia                      | sa         |                            |
| 希    | deseo, raro                     | ki         | mare                       |
| 席    | asiento                         | seki       |                            |
| 帯    | faja                            | tai        | obi                        |
| 底    | al fondo                        | tei        | soko                       |
| 府    | municipio                       | fu         |                            |
| 康    | tranquilo                       | kō         |                            |
| 建    | construir                       | ken        | ta.teru                    |
| 径    | diámetro                        | kei        |                            |
| 徒    | compañero                       | to         |                            |
| 得    | conseguir, obtener              | toku       | e.ru                       |
| 必    | necesariamente                  | hitsu      | kanara.zu                  |
| 念    | deseo, pensamiento              | nen        |                            |
| 愛    | amor                            | ai         |                            |
| 成    | llegar a ser, hacerse           | sei        | na.ru                      |
| 戦    | guerra, pelear                  | sen        | ikusa, tataka.u            |
| 折    | quebrar                         | setsu      | o.ru                       |
| 挙    | levantar, poner un ejemplo      | kyo        | a.geru                     |
| 改    | cambiar, reformar               | kai        | arata.meru                 |
| 救    | rescatar, salvar                | kyū        | suku.u                     |
| 敗    | fallo, ser derrotado            | hai        | yabu.reru                  |
| 散    | esparcir                        | san        | chi.ru                     |
| 料    | material, precio                | ryō        |                            |
| 旗    | bandera                         | ki         | hata                       |
| 昨    | previo                          | saku       |                            |
| 景    | paisaje, vista                  | kei        |                            |
| 最    | prefijo superlativo             | sai        | mo, motto.mo               |
| 望    | desear, esperar                 | bō         | nozo.mu                    |
| 未    | aún no, todavía                 | mi         | ima.da                     |
| 末    | fin                             | matsu      | sue                        |
| 札    | etiqueta                        | satsu      | fuda                       |
| 材    | talento                         | zai        |                            |
| 束    | manojo, racimo                  | soku       | taba, tsuka                |
| 松    | pino                            | shō        | matsu                      |
| 果    | fruto, resultado, llevar a cabo | ka         | ha.tasu                    |
| 栄    | prosperar, florecer             | ei         | saka.eru                   |
| 案    | plan, idea, sugerencia          | an         |                            |
| 梅    | ciruela                         | bai        | ume                        |
| 械    | artículo, instrumento           | kai        |                            |
| 極    | polo terrestre, magnético       | kyoku      | kiwa.meru                  |
| 標    | marca, signo                    | hyō        |                            |
| 機    | máquina, telar                  | ki         | hata                       |
| 欠    | romperse                        | ketsu      | ka.keru                    |
| 歴    | pasar tiempo                    | reki       |                            |
| 残    | quedar, dejar                   | zan        | noko.ru                    |
| 殺    | matar, asesinar                 | satsu      | koro.su                    |
| 毒    | veneno                          | doku       |                            |
| 氏    | apellido                        | shi        | uji                        |
| 民    | gente                           | min        | tami                       |
| 求    | pedir, demandar                 | kyū        | moto.mu                    |
| 治    | gobernar                        | chi, ji    | osa.meru, nao.ru           |
| 法    | método, ley                     | hō         |                            |
| 泣    | llorar, cantar(pájaros)         | kyū        | na.ku                      |
| 浅    | poco profundo                   | sen        | asa.i                      |
| 浴    | bañarse                         | yoku       | abi.ru                     |
| 清    | puro                            | sei, shō   | kiyo.raka                  |
| 満    | estar lleno                     | man        | mi.chiru                   |
| 漁    | pesca                           | ryō, gyō   | asa.ru                     |
| 灯    | lámpara, luz                    | tō         | hi                         |
| 無    | nada                            | mu, bu     | na.i                       |
| 然    | así, de esa forma               | zen, nen   | shika.shi                  |
| 焼    | quemar, asar                    | shō        | ya.ku                      |
| 照    | iluminar                        | shō        | te.rasu                    |
| 熱    | caliente                        | netsu      | atsu.i                     |
| 牧    | pastorear                       | boku       | maki                       |
| 特    | especial                        | toku       |                            |
| 産    | dar a luz                       | san        | u.mu                       |
| 的    | objetivo, propósito             | teki       | mato                       |
| 省    | ministerio del gobierno         | sho, sei   | habu.ku                    |
| 祝    | celebrar                        | shuku      | iwa.u                      |
| 票    | voto                            | hyō        |                            |
| 種    | semilla, tipo, clase            | shu        | tane                       |
| 積    | apilar, acumular                | seki       | tsu.mu                     |
| 競    | competir, rivalizar             | kyō        | kiso.u                     |
| 笑    | reír, sonreír                   | shō        | wara.u                     |
| 管    | tubería                         | kan        | kuda                       |
| 節    | articulación, unión             | setsu      | fushi                      |
| 粉    | harina, polvo                   | fun        | ko, kona                   |
| 紀    | crónica                         | ki         |                            |
| 約    | promesa                         | yaku       |                            |
| 結    | atar, unir                      | ketsu      | musu.bu, yu.u              |
| 給    | sueldo                          | kyū        | tama.u                     |
| 続    | continuar, seguir               | zoku       | tsudu.ku                   |
| 置    | colocar                         | chi        | o.ku                       |
| 老    | envejecer                       | rō         | o.iru                      |
| 胃    | estómago, barriga               | i          |                            |
| 脈    | vena                            | myaku      |                            |
| 腸    | intestino, vísceras             | chō        |                            |
| 臣    | criado                          | shin       |                            |
| 航    | navegar                         | kō         |                            |
| 良    | bueno                           | ryō        | yo.i                       |
| 芸    | arte                            | gei        |                            |
| 芽    | brote                           | ga         | me                         |
| 英    | inglaterra, excelente           | ei         |                            |
| 菜    | verduras, vegetales             | sai        | na                         |
| 街    | ciudad                          | gai        | machi                      |
| 衣    | ropas                           | i          | koromo                     |
| 要    | necesitar                       | yō         | i.ru                       |
| 覚    | recordar, memorizar             | kaku       | obo.eru, sa.meru           |
| 観    | observar, punto de vista        | kan        | mi.ru                      |
| 訓    | lección, lectura kun            | kun        |                            |
| 試    | prueba                          | shi        | kokoromi.ru, tame.su       |
| 説    | teoría, explicar                | setsu      | to.ku                      |
| 課    | capítulo, sección               | ka         |                            |
| 議    | deliberar, considerar           | gi         |                            |
| 象    | forma, imitar                   | zō, shō    |                            |
| 貨    | dinero, bienes                  | ka         |                            |
| 貯    | ahorrar                         | cho        | ta.meru                    |
| 費    | gastar                          | hi         | tsui.yasu                  |
| 賞    | premio                          | shō        |                            |
| 軍    | ejército, tropas                | gun        |                            |
| 輪    | anillo, aro, rueda              | rin        | wa                         |
| 辞    | renunciar, dimitir              | ji         | ya.meru                    |
| 辺    | vecindad                        | hen        | ata.ri                     |
| 連    | unir, acompañar                 | ren        | tsu.reru, tsura.neru       |
| 達    | realizar, alcanzar              |            | tachi                      |
| 選    | elegir                          | sen        | era.bu                     |
| 郡    | condado, distrito               | gun        |                            |
| 量    | medir                           | ryō        |                            |
| 録    | registro, copia                 | roku       |                            |
| 鏡    | espejo                          | kyō        | kagami                     |
| 関    | barrera, valla                  | kan        | seki                       |
| 陸    | tierra                          | riku       |                            |
| 隊    | grupo                           | tai        |                            |
| 静    | tranquilo                       | sei        | shizu.ka                   |
| 順    | orden, turno                    | jun        |                            |
| 願    | desear, pedir, rogar            | gan        | nega.u                     |
| 類    | variedad, clase                 | rui        |                            |
| 飛    | volar                           | hi         | to.bu                      |
| 飯    | comida                          | han        | meshi                      |
| 養    | criar, mantener                 | yō         | yashina.u                  |
| 験    | prueba                          | ken        |                            |

### Quinto grado (185 kanjis)
| Kanji | Significado                       | Lectura on   | Lectura kun       |
| ----- | --------------------------------- | ------------ | ----------------- |
| 久    | mucho tiempo, largo tiempo        | kyū          | hisa              |
| 仏    | buda, francia, muerto             | hutsu, butsu | hotoke            |
| 仮    | temporal, falso                   | ka, ke       | kari              |
| 件    | asunto, caso                      | ken          |                   |
| 任    | responsabilidad, confiar a        | nin          | maka.seru         |
| 似    | parecerse                         | ji           | ni.ru             |
| 余    | ser demasiado, sobrar             | yo           | ama.ru            |
| 価    | valor                             | ka           | atai              |
| 保    | mantener, garantizar              | ho           | tamo.tsu          |
| 修    | disciplina, controlar             | shū          | osa.meru          |
| 俵    | saco de paja                      | hyō          | tawara            |
| 個    | individual, individuo             | ko           |                   |
| 備    | equipar, proveer                  | bi           | sona.eru          |
| 像    | estatua, imagen, figura           | zō           |                   |
| 再    | de nuevo                          | sai, sa      | futata.bi         |
| 刊    | publicar, editar                  | kan          |                   |
| 判    | distinguir, juzgar                | han          | waka.ru           |
| 制    | comprobar, determinar             | sei          |                   |
| 券    | ticket, billete                   | ken          |                   |
| 則    | norma, regla                      | soku         | notto.ru          |
| 効    | eficaz                            | kō           | ki.ku             |
| 務    | tarea, servir                     | mu           | tsuto.meru        |
| 勢    | fuerza, vigor                     | sei          | ikio.i            |
| 厚    | grueso, espeso                    | kō           | atsu.i            |
| 句    | frase, cláusula                   | ku           |                   |
| 可    | posible                           | ka           |                   |
| 営    | dirigir un negocio                | ei           | itona.mu          |
| 因    | causa                             | in           | yo.ru             |
| 団    | equipo, grupo                     | dan, ton     |                   |
| 圧    | presión, opresión                 | atsu         |                   |
| 在    | existir, ser                      | zai          | a.ru              |
| 均    | nivel                             | kin          |                   |
| 基    | fundamento, origen                | ki           | moto.duku         |
| 報    | informar, recompensar             | hō           | muku.iru          |
| 境    | borde, límite, frontera           | kyō          | sakai             |
| 墓    | tumba                             | bo           | haka              |
| 増    | aumentar, incrementar             | zō           | ma.su, fu.eru     |
| 夢    | sueño                             | mu           | yume              |
| 妻    | esposa                            | sai          | tsuma             |
| 婦    | señora, esposa                    | fu           |                   |
| 容    | contenido                         | yō           |                   |
| 寄    | colaborar, apoyarse en            | ki           | yo.ru             |
| 富    | riqueza                           | fu           | tomi              |
| 導    | guiar                             | dō           | michibi.ku        |
| 居    | ser                               | kyo          | i.ru              |
| 属    | subordinación, obediencia         | zoku         |                   |
| 布    | tela                              | fu           | nuno              |
| 師    | maestro, experto                  | shi          |                   |
| 常    | normal, siempre                   | jō           | tsune             |
| 幹    | tronco del árbol, base            | kan          | miki              |
| 序    | inicio, comienzo                  | jo           |                   |
| 弁    | discurso, dialecto                | ben          |                   |
| 張    | hinchar, ensanchar                | chō          | ha.ru             |
| 往    | viaje                             | ō            |                   |
| 復    | volver, regresar                  | fuku         |                   |
| 徳    | virtud                            | toku         |                   |
| 志    | aspirar, desear                   | shi          | kokorozashi       |
| 応    | responder, contestar              | ō            |                   |
| 快    | agradable, placentero             | kai          | kokoroyo.i        |
| 性    | género, sexo                      | sei, shō     | saga              |
| 恩    | bondad                            | on           |                   |
| 情    | simpatía, emoción                 | jō           | nasa.ke           |
| 態    | figura, apariencia                | tai          |                   |
| 慣    | acostumbrarse                     | kan          | na.reru           |
| 承    | escuchar, ser informado           | shō          | uketamawa.ru      |
| 技    | habilidad, arte, técnica          | gi           | waza              |
| 招    | invitar, convocar                 | shō          | mane.ku           |
| 授    | instruir, conceder, otorgar       | ju           | sazu.keru         |
| 採    | recoger (fruta), adoptar (medida) | sai          | to.ru             |
| 接    | unir, conectar, contactar         | setsu        | ses.suru, tsu.gu  |
| 提    | tomar, llevar en la mano          | tei          | sa.geru           |
| 損    | perder, dañar                     | son          | soko.neru         |
| 支    | soportar, soporte                 | shi          | sasa.eru          |
| 政    | política, gobierno, reglas        | sei          | matsurigoto       |
| 故    | razón, causa                      | ko           | yue               |
| 敵    | enemigo, rival                    | teki         | kataki            |
| 断    | cortar, rechazar                  | dan          | ta.tsu, kotowa.ru |
| 旧    | antiguo, viejos tiempos           | kyū          |                   |
| 易    | fácil, sencillo                   | eki          | yasa.shii         |
| 暴    | violento, alboroto                | bō           | aba.ku            |
| 条    | artículo, cláusula                | jō           |                   |
| 枝    | rama, bifurcación                 | shi          | eda               |
| 査    | investigar                        | sa           |                   |
| 格    | estado                            | kaku         |                   |
| 桜    | cerezo                            | ō            | sakura            |
| 検    | examinar, analizar                | ken          |                   |
| 構    | construir                         | kō           | kama.eru          |
| 武    | guerrero                          | bu, mu       |                   |
| 比    | comparar                          | hi           | kura.beru         |
| 永    | eterno, infinito                  | ei           | naga.i            |
| 河    | río                               | ga           | kawa              |
| 液    | líquido, fluido                   | eki          |                   |
| 混    | mezclar                           | kon          | ma.zaru           |
| 減    | disminuir                         | gen          | he.ru             |
| 測    | medida, medir                     | soku         | haka.ru           |
| 準    | semi-, asociado                   | jun          |                   |
| 演    | realizar, llevar a cabo           | en           |                   |
| 潔    | puro, honrado                     | ketsu        | isagiyo.i         |
| 災    | desastre                          | sai          | wazawa.i          |
| 燃    | quemar                            | nen          | mo.eru            |
| 版    | edición, impreso                  | han          |                   |
| 犯    | crimen, delinquir                 | han          | oka.su            |
| 状    | estado, condición                 | jō           |                   |
| 独    | único, sólo, alemania             | doku         | hito.ri           |
| 率    | liderar                           | ritsu, sotsu | hiki.iru          |
| 現    | aparecer                          | gen          | arawa.reru        |
| 留    | parar, detener                    | ryū ru       | todo.maru         |
| 略    | abreviación                       | ryaku        |                   |
| 益    | beneficio                         | eki          |                   |
| 眼    | ojo, vista                        | gan          | me                |
| 破    | dañar, romper                     | ha           | yabu.ru           |
| 確    | seguro, cierto                    | kaku         | tashi.ka          |
| 示    | mostrar, enseñar                  | shi          | shime.su          |
| 祖    | antepasado, fundador              | so           |                   |
| 禁    | prohibición                       | kin          |                   |
| 移    | mudarse, trasladar                | i            | utsu.ru           |
| 程    | grado, extensión                  | tei          | hodo              |
| 税    | impuesto                          | zei          |                   |
| 築    | construir, edificar               | chiku        | kizu.ku           |
| 精    | refinar                           | sei          |                   |
| 素    | materia prima                     | su, so       | moto              |
| 経    | pasar, transcurrir                | kei, kyō     | he.ru             |
| 統    | controlar, supervisar             | tō           | su.beru           |
| 絶    | desaparecer, extinguir            | zetsu        | ta.tsu            |
| 綿    | algodón                           | men          | wata              |
| 総    | general, entero                   | sō           |                   |
| 編    | tejer                             | hen          | a.mu              |
| 績    | hilado, hilar                     | seki         |                   |
| 織    | tramar, tejer                     | shiki        | o.ru              |
| 罪    | delito, culpabilidad              | zai          | tsumi             |
| 群    | manada                            | gun          | mu.reru           |
| 義    | moralidad, lealtad                | gi           |                   |
| 耕    | labrar, arar                      | kō           | tagaya.su         |
| 職    | puesto, empleo                    | shoku        |                   |
| 肥    | engordar, fertilizar, abonar      | hi           | ko.yasu           |
| 能    | habilidad, talento                | nō           |                   |
| 興    | popularizar                       | kyō          | oko.su            |
| 舌    | lengua                            | zetsu        | shita             |
| 舎    | casa de campo                     | sha          |                   |
| 術    | arte, técnica                     | jutsu        | sube              |
| 衛    | defensa, protección               | ei           |                   |
| 製    | fabricar, construir               | sei          |                   |
| 複    | repetir, duplicar                 | fuku         |                   |
| 規    | compás, regla, medida, norma      | ki           |                   |
| 解    | resolver, desatar                 | ge, kai      | to.ku             |
| 設    | crear, establecer                 | setsu        | mouke.ru          |
| 許    | permitir                          | kyo          | yuru.su           |
| 証    | evidencia                         | shō          |                   |
| 評    | criticar                          | hyō          |                   |
| 講    | discurso, conferencia             | kō           |                   |
| 謝    | disculparse                       | sha          | ayama.ru          |
| 識    | distinguir                        | shiki        |                   |
| 護    | proteger                          | go           | mamo.ru           |
| 豊    | abundancia                        | hō           | yuta.ka           |
| 財    | propiedad, dinero, riqueza        | zai          |                   |
| 貧    | pobre                             | hin          | mazushi.i         |
| 責    | condenar, censurar                | seki         | se.meru           |
| 貸    | prestar, alquilar                 | tai          | ka.su             |
| 貿    | comercio, intercambio             | bō           |                   |
| 賀    | felicitaciones                    | ga           |                   |
| 資    | recursos, capital                 | shi          |                   |
| 賛    | admirar, alabar                   | san          |                   |
| 質    | contenido                         | shitsu       |                   |
| 輸    | transportar, trasladar            | yu           |                   |
| 述    | mencionar, expresar               | jutsu        | no.beru           |
| 迷    | perderse                          | mei          | mayo.u            |
| 退    | retroceder                        | tai          | shirizo.ku        |
| 逆    | reverso, inverso,                 | gyaku        | sakara.u          |
| 造    | crear, construir                  | zō           | tsuku.ru          |
| 過    | pasar, traspasar                  | ka           | ayama.chi         |
| 適    | adecuado                          | teki         |                   |
| 酸    | ácido, agrio                      | san          |                   |
| 鉱    | mineral                           | kō           |                   |
| 銅    | cobre                             | dō           |                   |
| 銭    | moneda, céntimo de yen            | sen          | zeni              |
| 防    | defender, proteger                | bō           | fuse.gu           |
| 限    | limitar, restringir               | gen          | kagi.ru           |
| 険    | escarpado                         | ken          | kewa.shii         |
| 際    | límite, frontera, ocasión         | sai          | kiwa              |
| 雑    | misceláneo, varios                | zatsu        |                   |
| 非    | negativo, equivocado              | hi           | ara.zu            |
| 預    | dejar, quedarse al cuidado        | yo           | azu.keru          |
| 領    | control, punto clave              | ryō          |                   |
| 額    | frente, cantidad de dinero        | gaku         | hitai             |
| 飼    | criar, mantener, tener animales   | shi          | ka.u              |

### Sexto grado (181 kanjis)
| Kanji | Significado                     | Lectura on     | Lectura kun                     |
| ----- | ------------------------------- | -------------- | ------------------------------- |
| 並    | alinear                         | ヘイ           | なみ, なら.ぶ                   |
| 乱    | confundirse, desorientarse      | ラン           | みだ.れる                       |
| 乳    | leche                           | ニュウ         | ちち                            |
| 亡    | desaparecer, huir               | ボウ           | な.くなる                       |
| 仁    | humanidad, caridad              | ジン, ニ, ニン |                                 |
| 供    | ofrecer a, acompañante          | キョウ, ク     | とも                            |
| 俳    | haiku, actor                    | ハイ           |                                 |
| 値    | precio, coste, valor            | チ             | あたい                          |
| 傷    | herida, daño                    | ショウ         | きず                            |
| 優    | excelente                       | ユウ           | やさ.しい                       |
| 党    | partido político                | トウ           |                                 |
| 冊    | tomo, - nº de libros            | サツ           |                                 |
| 処    | lugar, ingeniárselas            | ショ           |                                 |
| 刻    | esculpir, afilar, grabar        | コク           | きざ.む                         |
| 割    | dividir, distribuir             | カツ           | わ.る                           |
| 創    | fundar, comenzar                | ソウ           | つく.る                         |
| 劇    | drama, obra de teatro           | ゲキ           |                                 |
| 勤    | tarea, servir                   | キン           | つと.める                       |
| 危    | peligroso                       | キ             | あぶ.ない, あや.うい, あや.ぶむ |
| 卵    | huevo                           | ラン           | たまご                          |
| 厳    | solemne, estricto               | ゲン           | きび.しい                       |
| 収    | obtener                         | シュウ         | おさ.める                       |
| 后    | emperatriz                      | ゴウ           | きさき                          |
| 否    | negativa                        | ヒ             | いな, いや                      |
| 吸    | aspirar, chupar, fumar          | キュウ         | す.う                           |
| 呼    | llamar                          | コ             | よ.ぶ                           |
| 善    | bondad, virtud                  | ゼン           | よ.い                           |
| 困    | hacer daño, sufrir              | コン           | こま.る                         |
| 垂    | colgar                          | スイ           | た.れる                         |
| 城    | castillo                        | ジョウ         | しろ                            |
| 域    | rango, región, límite           | イキ           |                                 |
| 奏    | tocar un instrumento            | ソウ           | かな.でる                       |
| 奮    | mostrar habilidad               | hun            | huru.u                          |
| 姿    | figura, forma                   | し             | すがた                          |
| 存    | existir, proteger               | ソン           |                                 |
| 孝    | devoción filial                 | kō             |                                 |
| 宅    | hogar                           | taku           | ie                              |
| 宇    | edificio grande, cielo          | u              |                                 |
| 宗    | enseñanza religiosa             | shū            | sō                              |
| 宙    | espacio                         | chū            |                                 |
| 宝    | tesoro                          | hō             | takara                          |
| 宣    | proclamar, anunciar             | sen            | notama.u                        |
| 密    | denso                           | mitsu          |                                 |
| 寸    | longitud, medida                | sun            |                                 |
| 専    | totalmente, especialmente       | sen            | moppa.ra                        |
| 射    | disparar                        | sha            | i.ru                            |
| 将    | líder, cargo                    | shō            |                                 |
| 尊    | apreciar, valorar               | son            | touto.bu                        |
| 就    | llegar al trabajo, realizar     | shū            | tsu.ku                          |
| 尺    | regla, medida                   | shaku          |                                 |
| 届    | alcanzar, llegar                |                | todo.ku                         |
| 展    | desplegar, expandir             | ten            |                                 |
| 層    | estrato, nivel                  | sō             |                                 |
| 己    | uno mismo                       | ko             | onore                           |
| 巻    | enrollar, rollo                 | kan            | ma.ku                           |
| 幕    | cortina                         | maku, baku     |                                 |
| 干    | airear, secar                   | kan            | ho.su                           |
| 幼    | infantil                        | yō             | osana.i                         |
| 庁    | oficina gobierno                | chō            |                                 |
| 座    | sentarse                        | za             | suwa.ru                         |
| 延    | prolongar, alargar              | en             | no.basu                         |
| 律    | ley, regla, ritmo musical       | ritsu          |                                 |
| 従    | seguir, obedecer                | jū             | shitaga.u                       |
| 忘    | olvidar                         | bō             | wasu.reru                       |
| 忠    | lealtad                         | chū            |                                 |
| 憲    | regulación, ley                 | ken            |                                 |
| 我    | yo, uno mismo, ego              | ga             | ware                            |
| 批    | criticar                        | hi             |                                 |
| 担    | cargar, transportar             | tan            | nina.u                          |
| 拝    | culto, adorar                   | hai            | oga.mu                          |
| 拡    | ensanchar, expandir             | kaku           | hiro.geru                       |
| 捨    | tirar, arrojar                  | sha            | su.teru                         |
| 探    | buscar, explorar                | tan            | saga.su                         |
| 推    | presionar                       | sui            |                                 |
| 揮    | manejar, ejercer                | ki             |                                 |
| 操    | manipular, castidad             | sō             | ayatsu.ru                       |
| 敬    | respeto, mostrar respero        | kei            | uyama.u                         |
| 映    | reflejo, proyección             | ei             | utsu.ru                         |
| 晩    | tarde, noche, anochecer         | ban            |                                 |
| 暖    | templado, cálido                | dan            | atata.kai                       |
| 暮    | anochecer, oscurecer            | bo             | ku.rasu                         |
| 朗    | sonoro, melódico                | rō             | hoga.raka                       |
| 机    | mesa, escritorio                | ki             | tsukue                          |
| 枚    | - n.º de objetos planos         | mai            |                                 |
| 染    | tinte, teñir                    | sen            | so.meru                         |
| 株    | tocón, raíz, acciones de bolsa  | kabu           |                                 |
| 棒    | barra, vara                     | bō             |                                 |
| 模    | patrón, modelo, molde           | mo, bo         |                                 |
| 権    | derechos                        | ken            |                                 |
| 樹    | árbol, vegetación               | ju             | ki                              |
| 欲    | querer, desear                  | yoku           | ho.shii                         |
| 段    | escalón, paso                   | dan            |                                 |
| 沿    | bordear, seguir a lo largo de   | en             | so.u                            |
| 泉    | manantial, fuente               | sen            | izumi                           |
| 洗    | lavar, limpiar                  | sen            | ara.u                           |
| 派    | grupo, división                 | ha             |                                 |
| 済    | terminar, rescatar              | sai            | su.mu                           |
| 源    | fuente, origen                  | gen            | minamoto                        |
| 潮    | agua de mar                     | chō            | shio                            |
| 激    | violento, furioso               | geki           | hage.shii                       |
| 灰    | ceniza                          | kai            | hai                             |
| 熟    | madurar                         | juku           | u.reru                          |
| 片    | trozo                           | hen            | kata                            |
| 班    | grupo                           | han            |                                 |
| 異    | raro, extraño                   | i              | koto.naru                       |
| 疑    | dudar, desconfiar               | gi             | utaga.u                         |
| 痛    | dolor, daño                     | tsū            | ita.i                           |
| 皇    | emperador                       | kō             | ō                               |
| 盛    | auge, prosperidad, prosperar    | sei            | mo.ru                           |
| 盟    | juramento, promesa              | mei            |                                 |
| 看    | ver, vigilar, cuidar            | kan            |                                 |
| 砂    | arena, grava                    | sa, sha        | suna                            |
| 磁    | imán, porcelana                 | ji             |                                 |
| 私    | yo                              | shi            | watakushi, watashi              |
| 秘    | secreto, esconder               | hi             |                                 |
| 穀    | cereales                        | koku           |                                 |
| 穴    | agujero                         | ketsu          | ana                             |
| 窓    | ventana                         | sō             | mado                            |
| 筋    | músculo, tendón                 | kin            | suji                            |
| 策    | esquema, plan                   | saku           |                                 |
| 簡    | simple, breve                   | kan            |                                 |
| 糖    | azúcar                          | tō             |                                 |
| 系    | sistema, conexión               | kei            |                                 |
| 紅    | carmesí, rojo fuerte            | kō             | beni, kurenai                   |
| 納    | pagar, entregar                 | nō             | osa.meru                        |
| 純    | puro, genuino                   | jun            |                                 |
| 絹    | seda                            | ken            | kinu                            |
| 縦    | vertical                        | ju             | tate                            |
| 縮    | encoger, reducir                | shuku          | chidi.mu                        |
| 署    | cargo, puesto                   | sho            |                                 |
| 翌    | siguiente, después              | yoku           |                                 |
| 聖    | santo, sagrado                  | sei            |                                 |
| 肺    | pulmones                        | hai            |                                 |
| 背    | espalda, estatura               | hai            | se                              |
| 胸    | pecho                           | kyō            | mune                            |
| 脳    | cerebro, sesos, intelecto       | nō             |                                 |
| 腹    | barriga, estómago               | fuku           | hara                            |
| 臓    | entrañas, víceras               | zō             |                                 |
| 臨    | enfrentarte                     | rin            | nozo.mu                         |
| 至    | llegar, alcanzar                | shi            | ita.ru                          |
| 若    | joven                           | jaku           | waka.i                          |
| 著    | expresar, publicar              | cho            | arawa.su, ichijiru.shii         |
| 蒸    | vapor                           | jō             | mu.su                           |
| 蔵    | almacén                         | zō             | kura                            |
| 蚕    | gusano de seda                  | san            | kaiko                           |
| 衆    | multitud, masas                 | shū            |                                 |
| 裁    | cortar (tela, papel), juzgar    | sai            | saba.ku                         |
| 装    | decorar, vestirse               | sō, shō        | yosoo.u                         |
| 裏    | reverso, opuesto                | ri             | ura                             |
| 補    | compensar                       | ホ             | おぎな.う                       |
| 視    | inspeccionar                    | シ             | み.る                           |
| 覧    | ver, mirar                      | ラン           |                                 |
| 討    | atacar, vengar                  | トウ           | う.つ                           |
| 訪    | visitar                         | ホウ           | おとず.れる                     |
| 訳    | traducir, razón                 | ヤク           | わけ                            |
| 詞    | poesía, palabra                 | シ             | ことば                          |
| 誌    | documento escrito               | シ             |                                 |
| 認    | reconocer                       | ニン           | もと.める                       |
| 誕    | nacimiento                      | タン           |                                 |
| 誠    | sinceridad, verdad              | セイ           | まこと                          |
| 誤    | error, equivocarse              | ゴ             | あやま.る                       |
| 論    | teoría                          | ロン           |                                 |
| 諸    | diversos, varios                | ショ           | もろ                            |
| 警    | amonestar, advertir             | ケイ           |                                 |
| 貴    | valioso, precioso               | キ             |                                 |
| 賃    | salario, sueldo                 | チン           |                                 |
| 遺    | olvidar, dejar en herencia      | イ             |                                 |
| 郵    | correo                          | ユウ           |                                 |
| 郷    | ciudad natal, pueblo            | キョウ , コウ  | さと                            |
| 針    | aguja, alfiler                  | シン           | はり                            |
| 鋼    | acero                           | コウ           | はがね                          |
| 閉    | cerrar                          | ヘイ           | し.める                         |
| 閣    | torre, edificio alto            | カク           |                                 |
| 降    | caer, bajar                     | コウ           | お.りる                         |
| 陛    | alteza, emperador, emperatriz   | ヘイ           |                                 |
| 除    | eliminar, quitar                | ジョ, ジ       | のぞ.く                         |
| 障    | estorbar                        | ショウ         | さわ.る                         |
| 難    | difícil, imposible              | ナン           | むずか.しい                     |
| 革    | cuero                           | カク           | かわ                            |
| 頂    | cumbre, comer y beber [humilde] | チョウ         | いただ.く                       |
| 骨    | hueso                           | コツ           | ほね                            |